# Alfred Keller
Alfred Keller (Graz, 17. lipnja 1875. – Graz, 8. ožujka 1945.), austrijski arhitekt.
Najznačajniji dio opusa ostvario je u Hrvatskoj. Godine 1913. po nalogu bečke komisije grofa Harracha izradio je projekte za niz malih hotela duž jadranske obale, pa tako i za preudbu zgrade Katalinić na splitskim Bačvicama. Iste godine, nakon natječaja za župnu crkvu u Opatiji sukobio se s Viktorom Kovačićem. 
Kao arhitekt osobito je aktivan u Splitu između 1922. – 1930. godine.  Pobjeđuje 1922. godine na natječaju za zgrade uz južni zid Dioklecijanove palače. Dio objekata uz južni zid palače prema Kellerovoj osnovi bit će izveden 1923. – 1927. godine, a 1924. otkupljen mu je rad na natječaju za regulatornu osnovu Splita. 
Godine 1928. sudjeluje na natječaju za zgradu Pomorskog muzeja, a 1930. na natječaju za bolnicu. Iste godine Keller je imenovan profesorom na bečkoj Visokoj tehničkoj školi.